# Erling Haaland
Erling Braut Haaland (do 2019 jako Håland, wym. [ˈhòːlɑn]; ur. 21 lipca 2000 w Leeds) – norweski piłkarz, występujący na pozycji napastnika w angielskim klubie Manchester City oraz w reprezentacji Norwegii. Zwycięzca złotego buta za sezon 2022/23.

## Kariera klubowa

### Bryne FK
Wychowanek akademii Bryne FK w której przygodę rozpoczął w 2012. W sezonach 2015 oraz 2016 Haaland występował w rezerwach Bryne FK, gdzie w 14 meczach zdobył 18 bramek. 12 maja 2016, w wieku zaledwie 15 lat, doczekał się debiutu w pierwszej drużynie Bryne w meczu OBOS-Ligaen przeciwko Ranheim Fotball. Gdy był zawodnikiem Bryne, wyjechał na nieudane testy do drużyny niemieckiej Bundesligi – TSG 1899 Hoffenheim. Łącznie Erling zaliczył 16 meczów dla Bryne.

### Molde FK
1 lutego 2017 Molde FK poinformowało o podpisaniu kontraktu z Erlingiem Braut Haalandem. W oficjalnym meczu zadebiutował 26 kwietnia 2017 w Pucharze Norwegii przeciwko Volda Tl. W tym meczu strzelił również swoją pierwszą bramkę dla Molde FK. W Eliteserien pierwszy mecz Haalandem rozegrał 4 czerwca 2017, pojawiając się na boisku w 71. minucie meczu przeciwko Sarpsborg 08. Również ten debiut zakończył z bramką dając zwycięstwo swojej drużynie trafieniem w 77. minucie.
1 lipca 2018, Haaland strzelił 4 gole w zaledwie 17 minut i 4 sekundy przeciwko niepokonanemu wówczas liderowi – drużynie SK Brann. W europejskich pucharach po raz pierwszy udało mu się pokonać bramkarza rywali 26 lipca 2018 w wygranym 3:0 meczu z KF Laçi.

### Red Bull Salzburg
19 sierpnia 2018 Red Bull Salzburg ogłosił, że Haaland dołączy do ich drużyny 1 stycznia 2019, podpisując pięcioletni kontrakt. Norweg okazał się rewelacją rozgrywek austriackiej Bundesligi. Pierwszego hat-tricka dla drużyny Red Bulla Salzburg zdobył w Pucharze Austrii przeciwko SC-ESV Parndorf. Mecz zakończył się wysoką wygraną 7:1. 14 września w zwycięstwie 7:2 z TSV Hartberg, w ten sposób zdobył 11 bramek w zaledwie 7 spotkaniach dla Red Bulla Salzburg. Trzy dni później zdobył swojego pierwszego hat-tricka w Lidze Mistrzów UEFA w debiucie przeciwko belgijskiemu KRC Genk w spotkaniu zakończonym wynikiem 6:2. Te trzy bramki zdobył w trakcie pierwszej połowy meczu.

### Borussia Dortmund
29 grudnia 2019 Borussia Dortmund ogłosiła kupno Norwega z drużyny z Salzburga. W barwach drużyny z Dortmundu – Haaland zadebiutował 18 stycznia 2020 w meczu przeciwko FC Augsburg, zmieniając w 56. minucie przy stanie 1:3 – Łukasza Piszczka. W ciągu pierwszych 23 minut na boisku Norweg zdobył hat-tricka, oddając trzy strzały na bramkę, a Borussia wygrała ten mecz 5:3.
21 listopada 2020, Haaland zdobył cztery bramki w wygranym 5:2 spotkaniu z Herthą BSC. Jednocześnie Norweg ustanowił nowy rekord Bundesligi, strzelając 23 gole w swoich pierwszych 22 spotkaniach w najwyższej klasie rozgrywkowej w Niemczech.

### Manchester City
10 maja 2022 Manchester City osiągnął porozumienie z Borussią Dortmund w sprawie transferu Haalanda do angielskiego klubu. 13 czerwca 2022 Haaland podpisał pięcioletni kontrakt z Manchesterem City, którego zawodnikiem został wraz z otwarciem okienka transferowego 1 lipca 2022. 24 lipca 2022 zadebiutował w wygranym 1:0 meczu towarzyskim w Green Bay przeciwko Bayernowi Monachium, gdzie zdobył swoją pierwszą bramkę w barwach Manchesteru City. 30 lipca 2022 wystąpił w meczu przegranym z Liverpoolem 1:3 o Tarczę Wspólnoty. 7 sierpnia 2022 strzelił dwie bramki w swoim debiucie w Premier League w wygranym 2:0 wyjazdowym meczu z West Ham United. 27 sierpnia 2022 w 4. kolejce Premier League strzelił swojego pierwszego hat tricka w wygranym meczu przeciwko Crystal Palace (4:2). 31 sierpnia 2022 w 5. kolejce Premier League zaliczył drugiego hat-tricka z rzędu w wygranym meczu przeciwko Nottingham Forest (6:0). 6 września 2022 zadebiutował w Lidze Mistrzów UEFA w barwach Manchesteru City, strzelając dwa gole przeciwko Sevilli stał się pierwszym zawodnikiem, który strzelił 25 bramek w 20 występach. 22 stycznia 2023 w 21. kolejce Premier League przeciwko Wolverhampton Wanderers strzelił czwartego hat-tricka w 19 meczach. Tym samym pobił on rekord Ruuda van Nistelrooya – 65 meczów. 14 marca 2023 w meczu rewanżowym 1/8 finału strzelił pięć goli przeciwko RB Leipzig w Lidze Mistrzów, wyrównując rekord Lionela Messiego i Luiza Adriano pod względem największej liczby bramek strzelonych w jednym meczu Ligi Mistrzów. W ten sposób osiągnął również 39 bramek we wszystkich rozgrywkach dla Manchesteru City, pobijając rekord klubu pod względem większości bramek strzelonych w jednym sezonie, który wcześniej należał do Tommy’ego Johnsona, który strzelił 38 bramek w sezonie 1928/1929. 11 kwietnia 2023 w pierwszym meczu z Bayernem Monachium, strzelając swoją 45. bramkę, pobił rekord goli strzelonych przez piłkarza Premier League w jednym sezonie należący Mohameda Salaha (2017/2018) oraz Ruuda van Nistelrooya (2002/2003).

## Kariera reprezentacyjna
Haaland jest reprezentantem Norwegii w różnych grupach wiekowych. 27 marca 2018 zdobył hat-tricka przeciwko Szkocji U-19 w wygranym 5:4 meczu eliminacyjnym do mistrzostw Europy do lat 19. 30 maja 2019 strzelił 9 goli w wygranym meczu przez jego drużynę na Mistrzostwach Świata U-20 z Hondurasem (12:0).
5 września 2019 zadebiutował w reprezentacji Norwegii w wygranym 2:0 meczu z Maltą.
10 października 2024 r. Haaland strzelił dwa gole w wygranym 3:0 meczu ze Słowenią. To była 33. i 34. bramka Haalanda dla norweskiej kadry. Tym samym stał się najskuteczniejszym strzelcem w historii swojej reprezentacji. W 36. meczach strzelił  34 gole w  pobijając rekord  Jorgena Juve, który utrzymywał się od 1937 roku. 17 listopada 2024 zaliczył czwartego hat-tricka, wygrywając 5:0 z Kazachstanem, pomagając Norwegii po raz pierwszy w historii awansować do dywizji A Ligi Narodów UEFA.

## Statystyki

### Klubowe
| Klub    | Sezon   | Liga        | Liga  | Liga |
| Klub    | Sezon   | Liga        | Mecze | Gole |
| ------- | ------- | ----------- | ----- | ---- |
| Bryne 2 | 2015    | 3. divisjon | 3     | 2    |
| Bryne 2 | 2016    | 3. divisjon | 11    | 16   |
| Bryne 2 | Ogólnie | Ogólnie     | 14    | 18   |
| Molde 2 | 2017    | 3. divisjon | 4     | 2    |
| Ogólnie | Ogólnie | Ogólnie     | 18    | 20   |

| Szczegółowe informacje o spotkaniach (stan na 14.09.2024) | Szczegółowe informacje o spotkaniach (stan na 14.09.2024) | Szczegółowe informacje o spotkaniach (stan na 14.09.2024) | Szczegółowe informacje o spotkaniach (stan na 14.09.2024) | Szczegółowe informacje o spotkaniach (stan na 14.09.2024) | Szczegółowe informacje o spotkaniach (stan na 14.09.2024) | Szczegółowe informacje o spotkaniach (stan na 14.09.2024) | Szczegółowe informacje o spotkaniach (stan na 14.09.2024) | Szczegółowe informacje o spotkaniach (stan na 14.09.2024) | Szczegółowe informacje o spotkaniach (stan na 14.09.2024) | Szczegółowe informacje o spotkaniach (stan na 14.09.2024) | Szczegółowe informacje o spotkaniach (stan na 14.09.2024) | Szczegółowe informacje o spotkaniach (stan na 14.09.2024) | Szczegółowe informacje o spotkaniach (stan na 14.09.2024) | Szczegółowe informacje o spotkaniach (stan na 14.09.2024) |
| Klub                                                      | Sezon                                                     | Liga                                                      | Liga                                                      | Liga                                                      | Puchar kraju                                              | Puchar kraju                                              | Puchar ligi                                               | Puchar ligi                                               | Europa                                                    | Europa                                                    | Inne                                                      | Inne                                                      | Suma                                                      | Suma                                                      |
| Klub                                                      | Sezon                                                     | Liga                                                      | Mecze                                                     | Bramki                                                    | Mecze                                                     | Bramki                                                    | Mecze                                                     | Bramki                                                    | Mecze                                                     | Bramki                                                    | Mecze                                                     | Bramki                                                    | Mecze                                                     | Bramki                                                    |
| --------------------------------------------------------- | --------------------------------------------------------- | --------------------------------------------------------- | --------------------------------------------------------- | --------------------------------------------------------- | --------------------------------------------------------- | --------------------------------------------------------- | --------------------------------------------------------- | --------------------------------------------------------- | --------------------------------------------------------- | --------------------------------------------------------- | --------------------------------------------------------- | --------------------------------------------------------- | --------------------------------------------------------- | --------------------------------------------------------- |
| Bryne FK                                                  | 2016                                                      | 1. divisjon                                               | 16                                                        | 0                                                         | 0                                                         | 0                                                         | –                                                         | –                                                         | –                                                         | –                                                         | –                                                         | –                                                         | 16                                                        | 0                                                         |
| Molde FK                                                  | 2017                                                      | Eliteserien                                               | 14                                                        | 2                                                         | 6                                                         | 2                                                         | –                                                         | –                                                         | –                                                         | –                                                         | –                                                         | –                                                         | 20                                                        | 4                                                         |
| Molde FK                                                  | 2018                                                      | Eliteserien                                               | 25                                                        | 12                                                        | 0                                                         | 0                                                         | –                                                         | –                                                         | 5                                                         | 4                                                         | –                                                         | –                                                         | 30                                                        | 16                                                        |
| Molde FK                                                  | Ogólnie                                                   | Ogólnie                                                   | 39                                                        | 14                                                        | 6                                                         | 2                                                         | 0                                                         | 0                                                         | 5                                                         | 4                                                         | 0                                                         | 0                                                         | 50                                                        | 20                                                        |
| Red Bull Salzburg                                         | 2018/2019                                                 | Bundesliga austriacka                                     | 2                                                         | 1                                                         | 2                                                         | 0                                                         | –                                                         | –                                                         | 1                                                         | 0                                                         | –                                                         | –                                                         | 5                                                         | 1                                                         |
| Red Bull Salzburg                                         | 2019/2020                                                 | Bundesliga austriacka                                     | 14                                                        | 16                                                        | 2                                                         | 4                                                         | –                                                         | –                                                         | 6                                                         | 8                                                         | –                                                         | –                                                         | 22                                                        | 28                                                        |
| Red Bull Salzburg                                         | Ogólnie                                                   | Ogólnie                                                   | 16                                                        | 17                                                        | 4                                                         | 4                                                         | 0                                                         | 0                                                         | 7                                                         | 8                                                         | 0                                                         | 0                                                         | 27                                                        | 29                                                        |
| Borussia Dortmund                                         | 2019/2020                                                 | Bundesliga niemiecka                                      | 15                                                        | 13                                                        | 1                                                         | 1                                                         | –                                                         | –                                                         | 2                                                         | 2                                                         | –                                                         | –                                                         | 18                                                        | 16                                                        |
| Borussia Dortmund                                         | 2020/2021                                                 | Bundesliga niemiecka                                      | 28                                                        | 27                                                        | 4                                                         | 3                                                         | –                                                         | –                                                         | 8                                                         | 10                                                        | 1                                                         | 1                                                         | 41                                                        | 41                                                        |
| Borussia Dortmund                                         | 2021/2022                                                 | Bundesliga niemiecka                                      | 24                                                        | 22                                                        | 2                                                         | 4                                                         | –                                                         | –                                                         | 3                                                         | 3                                                         | 1                                                         | 0                                                         | 30                                                        | 29                                                        |
| Borussia Dortmund                                         | Ogólnie                                                   | Ogólnie                                                   | 67                                                        | 62                                                        | 7                                                         | 8                                                         | 0                                                         | 0                                                         | 13                                                        | 15                                                        | 2                                                         | 1                                                         | 89                                                        | 86                                                        |
| Manchester City                                           | 2022/2023                                                 | Premier League                                            | 35                                                        | 36                                                        | 4                                                         | 3                                                         | 2                                                         | 1                                                         | 11                                                        | 12                                                        | 1                                                         | 0                                                         | 53                                                        | 52                                                        |
| Manchester City                                           | 2023/2024                                                 | Premier League                                            | 31                                                        | 27                                                        | 3                                                         | 5                                                         | 0                                                         | 0                                                         | 9                                                         | 6                                                         | 2                                                         | 0                                                         | 45                                                        | 38                                                        |
| Manchester City                                           | 2024/2025                                                 | Premier League                                            | 4                                                         | 9                                                         | 0                                                         | 0                                                         | 0                                                         | 0                                                         | 0                                                         | 0                                                         | 1                                                         | 0                                                         | 4                                                         | 7                                                         |
| Manchester City                                           | Ogólnie                                                   | Ogólnie                                                   | 70                                                        | 72                                                        | 7                                                         | 8                                                         | 2                                                         | 1                                                         | 20                                                        | 18                                                        | 4                                                         | 0                                                         | 103                                                       | 99                                                        |
| Ogólnie w karierze                                        | Ogólnie w karierze                                        | Ogólnie w karierze                                        | 208                                                       | 165                                                       | 24                                                        | 22                                                        | 2                                                         | 1                                                         | 45                                                        | 45                                                        | 6                                                         | 1                                                         | 285                                                       | 234                                                       |

### Reprezentacyjne
| Norwegia |                   |                   |                   |                          |                          |                          |                          |                          |                          |                   |                   |                   |         |         |         |
| Rok      | Mecze towarzyskie | Mecze towarzyskie | Mecze towarzyskie | El. do Mistrzostw Europy | El. do Mistrzostw Europy | El. do Mistrzostw Europy | El. do Mistrzostw Świata | El. do Mistrzostw Świata | El. do Mistrzostw Świata | Liga Narodów UEFA | Liga Narodów UEFA | Liga Narodów UEFA | Ogólnie | Ogólnie | Ogólnie |
| Rok      | Mecze             | Bramki            | Asysty            | Mecze                    | Bramki                   | Asysty                   | Mecze                    | Bramki                   | Asysty                   | Mecze             | Bramki            | Asysty            | Mecze   | Bramki  | Asysty  |
| 2019     | –                 | –                 | –                 | 2                        | 0                        | 0                        | –                        | –                        | –                        | –                 | –                 | –                 | 2       | 0       | 0       |
| 2020     | –                 | –                 | –                 | 1                        | 0                        | 0                        | –                        | –                        | –                        | 4                 | 6                 | 1                 | 5       | 6       | 1       |
| 2021     | 2                 | 1                 | 0                 | –                        | –                        | –                        | 6                        | 5                        | 0                        | –                 | –                 | –                 | 8       | 6       | 0       |
| 2022     | 2                 | 3                 | 1                 | –                        | –                        | –                        | –                        | –                        | –                        | 6                 | 6                 | 1                 | 8       | 9       | 2       |
| 2023     | 1                 | 0                 | 0                 | 5                        | 6                        | 0                        | –                        | –                        | –                        | –                 | –                 | –                 | 6       | 6       | 0       |
| 2024     | 4                 | 4                 | 0                 | –                        | –                        | –                        | –                        | –                        | –                        | 4                 | 3                 | 0                 | 8       | 7       | 0       |
| Ogólnie  | 9                 | 8                 | 1                 | 8                        | 6                        | 0                        | 6                        | 5                        | 0                        | 14                | 15                | 2                 | 37      | 34      | 3       |

### Gole w reprezentacji
| Szczegółowe informacje o golach (stan na 10.10.2024) | Szczegółowe informacje o golach (stan na 10.10.2024) | Szczegółowe informacje o golach (stan na 10.10.2024) | Szczegółowe informacje o golach (stan na 10.10.2024) | Szczegółowe informacje o golach (stan na 10.10.2024) | Szczegółowe informacje o golach (stan na 10.10.2024) | Szczegółowe informacje o golach (stan na 10.10.2024) |
| Lp.                                                  | Data                                                 | Miejsce                                              | Przeciwnik                                           | Gol                                                  | Wynik                                                | Rozgrywki                                            |
| ---------------------------------------------------- | ---------------------------------------------------- | ---------------------------------------------------- | ---------------------------------------------------- | ---------------------------------------------------- | ---------------------------------------------------- | ---------------------------------------------------- |
| 1.                                                   | 4 września 2020                                      | Oslo, Norwegia                                       | Austria                                              | 1 – 2                                                | 1 – 2                                                | Liga Narodów 2020/2021                               |
| 2. 3.                                                | 7 września 2020                                      | Belfast, Wielka Brytania                             | Irlandia Północna                                    | 1 – 2 1 – 5                                          | 1 – 5                                                | Liga Narodów 2020/2021                               |
| 4. 5. 6.                                             | 11 października 2020                                 | Oslo, Norwegia                                       | Rumunia                                              | 1 – 0 3 – 0 4 – 0                                    | 4 – 0                                                | Liga Narodów 2020/2021                               |
| 7.                                                   | 2 czerwca 2021                                       | Malaga, Hiszpania                                    | Luksemburg                                           | 1 – 0                                                | 1 – 0                                                | mecz towarzyski                                      |
| 8.                                                   | 1 września 2021                                      | Oslo, Norwegia                                       | Holandia                                             | 1 – 0                                                | 1 – 1                                                | Eliminacje do Mistrzostw Świata 2022                 |
| 9.                                                   | 4 września 2021                                      | Ryga, Łotwa                                          | Łotwa                                                | 0 – 1                                                | 0 – 2                                                | Eliminacje do Mistrzostw Świata 2022                 |
| 10. 11. 12.                                          | 7 września 2021                                      | Oslo, Norwegia                                       | Gibraltar                                            | 2 – 0 3 – 0 5 – 1                                    | 5 – 1                                                | Eliminacje do Mistrzostw Świata 2022                 |
| 13.                                                  | 25 marca 2022                                        | Oslo, Norwegia                                       | Słowacja                                             | 1 – 0                                                | 2 – 0                                                | mecz towarzyski                                      |
| 14. 15.                                              | 29 marca 2022                                        | Oslo, Norwegia                                       | Armenia                                              | 1 – 0 5 – 0                                          | 9 – 0                                                | mecz towarzyski                                      |
| 16.                                                  | 2 czerwca 2022                                       | Belgrad, Serbia                                      | Serbia                                               | 0 – 1                                                | 0 – 1                                                | Liga Narodów 2022/2023                               |
| 17. 18.                                              | 5 czerwca 2022                                       | Solna, Szwecja                                       | Szwecja                                              | 0 – 1 0 – 2                                          | 1 – 2                                                | Liga Narodów 2022/2023                               |
| 19. 20.                                              | 12 czerwca 2022                                      | Oslo, Norwegia                                       | Szwecja                                              | 1 – 0 2 – 0                                          | 3 – 2                                                | Liga Narodów 2022/2023                               |
| 21.                                                  | 24 września 2022                                     | Ljubljana, Słowenia                                  | Słowenia                                             | 0 – 1                                                | 2 – 1                                                | Liga Narodów 2022/2023                               |
| 22.                                                  | 17 czerwca 2023                                      | Oslo, Norwegia                                       | Szkocja                                              | 1 – 0                                                | 1 – 2                                                | Eliminacje do Mistrzostw Europy 2024                 |
| 23. 24.                                              | 20 czerwca 2023                                      | Oslo, Norwegia                                       | Cypr                                                 | 2 – 0 3 – 0                                          | 3 – 1                                                | Eliminacje do Mistrzostw Europy 2024                 |
| 25.                                                  | 12 września 2023                                     | Oslo, Norwegia                                       | Gruzja                                               | 1 – 0                                                | 2 – 1                                                | Eliminacje do Mistrzostw Europy 2024                 |
| 26. 27.                                              | 12 października 2023                                 | Larnaka, Cypr                                        | Cypr                                                 | 0 – 2 0 – 3                                          | 0 – 4                                                | Eliminacje do Mistrzostw Europy 2024                 |
| 28. 29. 30.                                          | 5 czerwca 2024                                       | Oslo, Norwegia                                       | Kosowo                                               | 1 – 0 2 – 0 3 – 0                                    | 3 – 0                                                | mecz towarzyski                                      |
| 31.                                                  | 8 czerwca 2024                                       | Brøndbyvester, Dania                                 | Dania                                                | 2 – 1                                                | 3 – 1                                                | mecz towarzyski                                      |
| 32.                                                  | 9 września 2024                                      | Oslo, Norwegia                                       | Austria                                              | 2 – 1                                                | 2 – 1                                                | Liga Narodów 2024/2025                               |
| 33                                                   | 10 października 2024                                 | Oslo, Norwegia                                       | Słowenia                                             | 1-0 3:0                                              | 3:0                                                  | Liga Narodów 2024/2025                               |
| 34                                                   | 10 października 2024                                 | Oslo, Norwegia                                       | Słowenia                                             | 1-0 3:0                                              | 3:0                                                  | Liga Narodów 2024/2025                               |

## Sukcesy

### Red Bull Salzburg
- Mistrzostwo Austrii: 2018/2019
- Puchar Austrii: 2018/2019

### Borussia Dortmund
- Puchar Niemiec: 2020/2021

### Manchester City
- Mistrzostwo Anglii: 2022/2023, 2023/2024
- Puchar Anglii: 2022/2023
- Liga Mistrzów UEFA: 2022/2023
- Superpuchar UEFA: 2023
- Tarcza Wspólnoty: 2024
- Klubowe mistrzostwa świata: 2023

### Indywidualne
- Król strzelców Mistrzostw świata U-20: 2019 (9 goli)
- Król strzelców Ligi Narodów UEFA: 2020/2021 (6 goli)[e], 2022/2023 (6 goli)[f]
- Król strzelców Ligi Mistrzów UEFA: 2020/2021 (10 goli), 2022/2023 (12 goli)
- Wicekról strzelców Ligi Mistrzów UEFA: 2019/2020 (10 goli),  2023/2024 (6 goli)[g]
- Trzecie miejsce w klasyfikacji strzelców Bundesligi: 2020/2021 (27 goli), 2021/2022 (22 gole)
- Król strzelców Premier League: 2022/2023 (36 goli)[h], 2023/2024 (27 goli)

### Wyróżnienia
- Najlepszy Napastnik UEFA: 2021[36]
- Złoty Chłopiec: 2020
- Piłkarz Roku w Norwegii: 2020, 2021[37], 2022[38], 2023
- Odkrycie roku Eliteserien: 2018
- Piłkarz Roku w Austrii: 2019
- Piłkarz Roku według IFFHS: 2023
- Piłkarz sezonu Bundesligi: 2020/2021[39]
- Gracz sezonu Premier League: 2022/23
- Piłkarz roku w Anglii (FWA): 2022/23
- Piłkarz roku w Anglii (PFA): 2022/23
- Gracz miesiąca Bundesligi: Styczeń 2020, Listopad 2020, Kwiecień 2021, Sierpień 2021
- Gracz miesiąca Premier League: Sierpień 2022, Kwiecień 2023, Sierpień 2024
- Drużyna Roku UEFA: 2021
- Przełomowa XI w Lidze Mistrzów UEFA: 2019
- Jedenastka Roku FIFA FIFPro: 2021[40], 2022, 2023
- Drużyna roku na świecie według IFFHS: 2022[41], 2023[42]
- Jedenastka rundy jesiennej Bundesligi według Kickera: 2021/2022[43]
- Europejski Złoty But: 2022/2023

### Rekordy
Rozgrywki klubowe w Niemczech
- Najmłodszy strzelec 4 goli w jednym meczu w historii Bundesligi: 20 lat i 124 dni
- Pierwszy zawodnik w historii Bundesligi, który w 50 meczach zdobył 50 goli[44]
- Najmłodszy zawodnik w historii Bundesligi, który zdobył 50 goli: 21 lat, 4 miesiące i 6 dni[44]

Rozgrywki klubowe w Anglii
- Pierwszy piłkarz którzy w pierwszych 4 meczach wyjazdowych zdobył bramkę
- Pierwszy piłkarz którzy w 3 kolejnych meczach domowych zdobył hat-tricka
- Najwięcej goli u siebie w jednym sezonie Premier League: 22 gole (2022/2023)[i]
- Najwięcej goli w debiutanckim sezonie w historii Premier League: 36 goli (2022/2023)[j]
- Najszybciej strzelone 3 hat-tricki w historii Premier League: 8 meczów[k]
- Najszybciej strzelone 4 hat-tricki w historii Premier League: 19 meczów[l]
- Najszybciej strzelone 8 hat-tricków w historii Premier League: 69 meczów[m]
- Najszybciej zdobyte 10 goli w historii Premier League: 6 meczów[n]
- Najszybciej strzelonych 20 goli w historii Premier League: 14 meczów (sezon 2022/2023)[o][45]
- Najszybciej strzelone 25 bramek w historii Premier League: 19 meczów[p]
- Najszybciej strzelone 50 bramek w historii Premier League: 48 meczów[q][46]
- Najwięcej zdobytych bramek w jednym sezonie przez piłkarza Premier League w historii: 52 gole (sezon 2022/2023)[r][30]

Manchester City
- Najskuteczniejszy norweski zawodnik w historii Manchester City: 99 goli
- Pierwszy zawodnik w historii Manchester City który strzelał bramkę w debiutanckim meczu w: Premier League oraz Lidze Mistrzów UEFA
- Najwięcej zdobytych bramek w jednym sezonie przez piłkarza Manchester City w historii: 52 gole (sezon 2022/2023)[s]

Rozgrywki klubowe międzynarodowe
- Najskuteczniejszy norweski zawodnik w historii Ligi Mistrzów UEFA: 41 goli[t]
- Najszybciej strzelone 10 bramek w historii Ligi Mistrzów UEFA: 7 meczów[u]
- Najmłodszy zawodnik w historii Ligi Mistrzów UEFA, który strzelił 15 goli: 20 lat i 127 dni[v]
- Najszybciej strzelone 15 bramek w historii Ligi Mistrzów UEFA: 12 meczów[w]
- Najmłodszy zawodnik w historii Ligi Mistrzów UEFA, który strzelił 20 goli: 20 lat i 231 dni[x]
- Najszybciej strzelone 20 bramek w historii Ligi Mistrzów UEFA: 14 meczów[y]
- Najmłodszy zawodnik w historii Ligi Mistrzów UEFA, który strzelił 25 goli: 22 lata i 47 dni
- Najszybciej strzelone 25 bramek w historii Ligi Mistrzów UEFA: 20 meczów
- Najmłodszy zawodnik w historii Ligi Mistrzów UEFA, który strzelił 30 goli: 22 lata i 236 dni[z]
- Najszybciej strzelone 30 bramek w historii Ligi Mistrzów UEFA: 25 meczów[aa]
- Najmłodszy zawodnik w historii Ligi Mistrzów UEFA, który strzelił 40 goli: 23 lata i 130 dni[ab]
- Najszybciej strzelone 40 bramek w historii Ligi Mistrzów UEFA: 35 meczów[ac]
- Najwięcej goli w jednym meczu Ligi Mistrzów UEFA: 5 goli[ad][47]
- Jeden z dwóch piłkarzy w historii którzy strzelali 5 bramek w jednym meczu w fazie pucharowej Ligi Mistrzów UEFA[ae]
- Pierwszy piłkarz który strzelał bramkę dla dwóch różnych klubów w jednej edycji Ligi Mistrzów UEFA: Borussia Dortmund, Red Bull Salzburg (2019/2020)

## Życie prywatne
Haaland jest synem byłego obrońcy Leeds United oraz Manchesteru City – Alfa-Inge Hålanda. Z kolei jego matka Gry Marita Braut występowała jako siedmioboistka i była rekordzistką Norwegii w rzucie oszczepem.
Po przenosinach do Salzburga zmienił zapis swojego nazwiska z Håland na Haaland.